# This Is Us (série de televisão)
This Is Us é uma série de televisão americana criada por Dan Fogelman e transmitida pela emissora NBC entre 20 de setembro de 2016 e 24 de maio de 2022.
Em 27 de setembro de 2016, a emissora NBC encomendou 18 episódios para a primeira temporada da série, que estreou em 20 de setembro de 2016. A segunda temporada estreou em 26 de setembro de 2017, e a terceira temporada estreou em 25 de setembro de 2018. Em maio de 2019, a NBC renovou a série para mais três temporadas. A quarta temporada estreou em 24 de setembro de 2019. A quinta temporada estreou em 27 de outubro de 2020. Em maio de 2021 foi anunciado que a sexta temporada seria a última. A sexta e última temporada estreou em 4 de janeiro de 2022.

## Sinopse
A série é uma crônica da relação de um grupo de pessoas que nasceram no mesmo dia. Rebecca e Jack são um casal esperando trigêmeos em Pittsburgh. Kevin é um belo ator de televisão que está cansado de fazer papéis superficiais, Kate é uma mulher obesa que vive uma eterna luta para perder peso e Randall reencontra seu pai biológico que o abandonou quando ele era apenas um bebê recém-nascido.

## Episódios
| Temporada | Temporada | Episódios | Episódios | Originalmente exibido  | Originalmente exibido |
| Temporada | Temporada | Episódios | Episódios | Estreia da temporada   | Final da temporada    |
| --------- | --------- | --------- | --------- | ---------------------- | --------------------- |
|           | 1         | 18        | 18        | 20 de setembro de 2016 | 14 de março de 2017   |
|           | 2         | 18        | 18        | 26 de setembro de 2017 | 13 de março de 2018   |
|           | 3         | 18        | 18        | 25 de setembro de 2018 | 2 de abril de 2019    |
|           | 4         | 18        | 18        | 24 de setembro de 2019 | 24 de março de 2020   |
|           | 5         | 16        | 16        | 27 de outubro de 2020  | 25 de maio de 2021    |
|           | 6         | 18        | 18        | 4 de janeiro de 2022   | 24 de maio de 2022    |

### 1ª temporada (2016-2017)
A série segue os irmãos Kate, Kevin e Randall, enquanto suas vidas se entrelaçam. Kate e Kevin eram originalmente parte de uma gravidez de trigêmeos. O irmão biológico da dupla morreu no parto. Seus pais, Jack e Rebecca, com a intenção de levar três bebês para casa, decidem adotar outro recém-nascido: Randall, um bebê negro nascido no mesmo dia, que foi levado para o mesmo hospital depois que seu pai biológico o abandonou em um corpo de bombeiros.

### 2ª temporada (2017-2018)
Em janeiro de 2017, a emissora NBC confirmou a segunda temporada da série, que estreou em 26 de setembro de 2017.

### 3ª temporada (2018-2019)
Em janeiro de 2017, a emissora NBC confirmou a terceira temporada da série, que estreou em 25 de setembro de 2018.

### 4ª temporada (2019-2020)
Em 12 de maio de 2019, a emissora NBC renovou a série para mais três temporadas, incluindo a quarta temporada, que estreou em 24 de setembro de 2019.

### 5ª temporada (2020-2021)
Em 12 de maio de 2019, a emissora NBC renovou a série para mais três temporadas, incluindo a quinta temporada, que estreou em 27 de outubro de 2020.

### 6ª temporada (2022)
Em 12 de maio de 2019, a emissora NBC renovou a série para mais três temporadas, incluindo a sexta temporada, que estreou em 4 de janeiro de 2022.

## Elenco e personagens

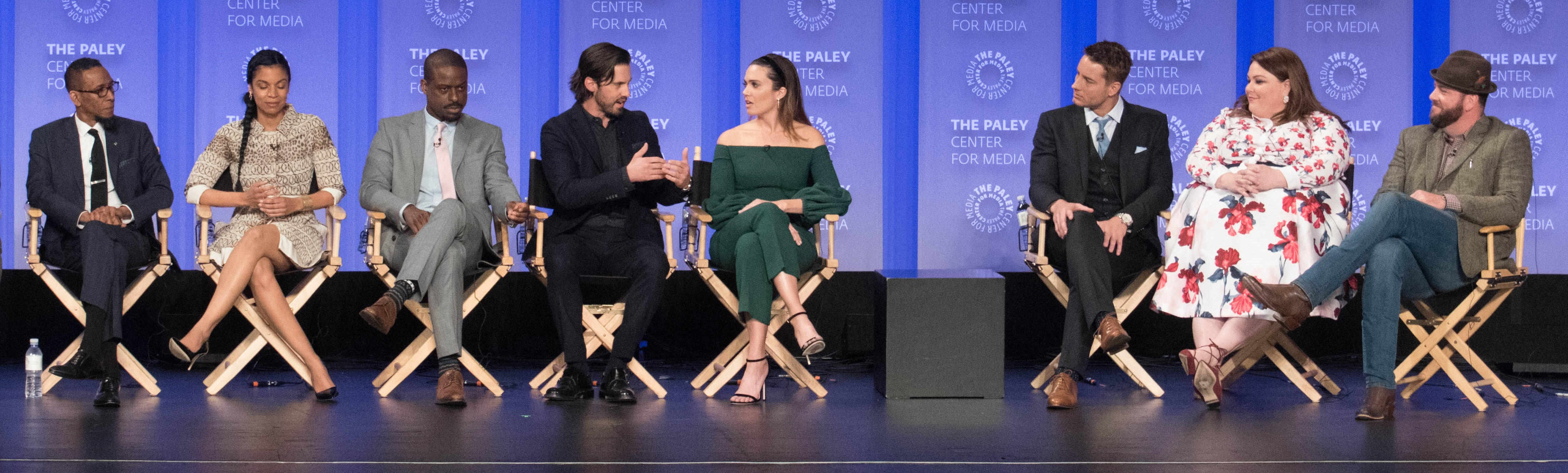
Os membros principais do elenco (E–D), Ron Cephas Jones, Susan Kelechi Watson, Sterling K. Brown, Milo Ventimiglia, Mandy Moore, Justin Hartley, Chrissy Metz e Chris Sullivan na PaleyFest, em 2017.

### Principal
| Ator                   | Personagem                    | Temporadas | Temporadas   | Temporadas   | Temporadas   | Temporadas   | Temporadas   |
| Ator                   | Personagem                    | 1          | 2            | 3            | 4            | 5            | 6            |
| ---------------------- | ----------------------------- | ---------- | ------------ | ------------ | ------------ | ------------ | ------------ |
| Milo Ventimiglia       | Jack Pearson                  | Principal  | Principal    | Principal    | Principal    | Principal    | Principal    |
| Mandy Moore            | Rebecca Pearson               | Principal  | Principal    | Principal    | Principal    | Principal    | Principal    |
| Sterling K. Brown      | Randall Pearson               | Principal  | Principal    | Principal    | Principal    | Principal    | Principal    |
| Niles Fitch            | Randall Pearson               | Recorrente | Principal    | Principal    | Principal    | Principal    | Principal    |
| Lonnie Chavis          | Randall Pearson               | Recorrente | Principal    | Principal    | Principal    | Principal    | Principal    |
| Chrissy Metz           | Kate Pearson                  | Principal  | Principal    | Principal    | Principal    | Principal    | Principal    |
| Hannah Zeile           | Kate Pearson                  | Recorrente | Principal    | Principal    | Principal    | Principal    | Principal    |
| Mackenzie Hancsicsak   | Kate Pearson                  | Recorrente | Principal    | Principal    | Principal    | Principal    | Principal    |
| Justin Hartley         | Kevin Pearson                 | Principal  | Principal    | Principal    | Principal    | Principal    | Principal    |
| Logan Shroyer          | Kevin Pearson                 | Recorrente | Principal    | Principal    | Principal    | Principal    | Principal    |
| Parker Bates           | Kevin Pearson                 | Recorrente | Principal    | Principal    | Principal    | Principal    | Principal    |
| Susan Kelechi Watson   | Beth Pearson                  | Principal  | Principal    | Principal    | Principal    | Principal    | Principal    |
| Chris Sullivan         | Toby Damon                    | Principal  | Principal    | Principal    | Principal    | Principal    | Principal    |
| Ron Cephas Jones       | William H. "Shakespeare" Hill | Principal  | Principal    | Participação | Participação |              | Participação |
| Jermel Nakia           | William H. "Shakespeare" Hill | Recorrente | Recorrente   |              | Participação | Participação |              |
| Jon Huertas            | Miguel Rivas                  | Recorrente | Principal    | Principal    | Principal    | Principal    | Principal    |
| Alexandra Breckenridge | Sophie                        | Recorrente | Principal    | Participação | Participação | Participação | Recorrente   |
| Eris Baker             | Tess Pearson                  | Recorrente | Principal    | Principal    | Principal    | Principal    | Principal    |
| Faithe Herman          | Annie Pearson                 | Recorrente | Principal    | Principal    | Principal    | Principal    | Principal    |
| Melanie Liburd         | Zoe Baker                     |            | Participação | Principal    |              | Participação |              |
| Lyric Ross             | Deja                          |            | Recorrente   | Principal    | Principal    | Principal    | Principal    |
| Caitlin Thompson       | Madison                       | Recorrente | Recorrente   | Recorrente   | Recorrente   | Principal    | Principal    |

### Recorrente
| Ator                | Personagem          | Temporadas | Temporadas | Temporadas   | Temporadas   | Temporadas |
| Ator                | Personagem          | 1          | 2          | 3            | 4            | 5          |
| ------------------- | ------------------- | ---------- | ---------- | ------------ | ------------ | ---------- |
| Gerald McRaney      | Dr. Nathan Katowski | Recorrente | Recorrente |              | Participação |            |
| Janet Montgomery    | Olivia Maine        | Recorrente |            |              |              |            |
| Milana Vayntrub     | Sloane Sandburg     | Recorrente |            |              |              |            |
| Ryan Michelle Bathe | Yvette              | Recorrente |            | Recorrente   |              |            |
| Denis O'Hare        | Jessie              | Recorrente |            | Participação |              |            |
| Adam Bartley        | Duke                | Recorrente |            |              |              |            |
| Jill Johnson        | Laurie              | Recorrente | Recorrente |              |              |            |
| Brandon Scott       | Cory Lawrence       |            |            |              | Recorrente   |            |
| Debra Jo Rupp       | Linda               |            | Recorrente |              |              |            |
| Joy Brunson         | Shauna              |            | Recorrente | Participação | Participação |            |
| Tim Jo              | Jae-Won             |            |            | Recorrente   | Recorrente   |            |

## Audiência
This Is Us quebrou recordes de audiência antes mesmo da sua estreia. O primeiro trailer foi o mais assistido das estreias de 2016–2017, chegando a ser visualizado mais de 70 milhões de vezes no Facebook em menos de duas semanas. A primeira temporada também se destacou entre as séries novatas com grandes números de audiência, e novos recordes a cada semana. Em suas primeiras 48 horas na internet, o trailer da série, com Mandy Moore, grávida, e Milo Ventimiglia, quase nu, alcançou 15 milhões de visualizações no Facebook. Com esta marca, bateu o recorde da série Legends of Tomorrow, que conseguiu 4.1 milhões de visitas na mesma época.

## Exibição no Brasil

### Streaming e TV por assinatura
O canal por assinatura à la carte Fox Premium exibe a série com exclusividade na TV por assinatura. A Fox chegou a ser criticada diversas vezes por inconsistências entre o episódio anunciado e o exibido, tendo chegado a deixar de exibir episódios inéditos em diversas situações. Em segunda janela, no streaming, o Amazon Prime Video conta, em seu catálogo, com as três primeiras temporadas da atração.

### TV aberta
Em 16 de outubro de 2020, a TV Globo adquiriu os direitos de exibição da série na televisão aberta. Dois anos depois de sua aquisição, é anunciado que a série seria exibida em TV aberta, com a primeira temporada sendo transmitida nas quartas-feiras em episódios duplos, entre os dias 16 de novembro de 2022 e 11 de janeiro de 2023, ocupando o espaço do futebol durante a pausa deixada pela Copa do Mundo FIFA de 2022 e com o encerramento do calendário letivo da CBF, ocasionado pela conclusão dos principais torneios de futebol profissional. Em sua exibição na TV aberta, recebeu o acréscimo do título Histórias de Família. Inicialmente, a série substituiria o Mestre do Sabor, que teve a quarta temporada cancelada devido aos baixos índices de audiência.
A segunda temporada foi exibida de 30 de novembro de 2023 a 4 de abril de 2024, substituindo a quarta temporada de The Good Doctor e sendo substituída pela segunda temporada da nova fase do Linha Direta, agora sendo transmitida nas quintas-feiras na segunda faixa de shows. Essa exibição, no entanto, é dividida em duas partes, com a primeira indo ao ar até o dia 28 de dezembro e a segunda estreando em 18 de janeiro de 2024.
A terceira temporada está sendo exibida desde 10 de julho de 2025, ocupando a segunda linha de shows e sendo mantida nas quintas-feiras, substituindo a segunda temporada de Os Outros.

A audiência da primeira temporada de This Is Us na Globo registrou média de 13,3 pontos na Grande São Paulo, segundo levantamento da Kantar Ibope Media. Esse dado corresponde a 2,75 milhões de pessoas.